# 키라 미로
키라 미로(Kira Miró, 1980년 3월 13일 ~ )는 스페인의 배우, 사회자이다.

## 출연 작품
- 포르노 아티스트 (2011)
- 투 헬 위드 더 어글리 (2010)
- 브로큰 임브레이스 (2009)
- 더 넥스트 이스트 (2006)
- 퍼펙트 크라임 (2004)